# Copris minutissimus
Copris minutissimus là một loài bọ cánh cứng trong họ Bọ hung (Scarabaeidae).